# Two Vines
Two Vines es el tercer álbum de estudio del dúo australiano de música electrónica Empire of the Sun. Fue lanzado el 28 de octubre de 2016 por Virgin EMI Records. El álbum cuenta con apariciones especiales de Lindsey Buckingham (de Fleetwood Mac), Wendy Melvoin, Henry Hey y Tim Lefebvre.

## Antecedentes
El dúo comenzó a escribir su tercer álbum de estudio después de contribuir en 2014 en la banda sonora de la película Dumb and Dumber To. El álbum fue grabado en Hawái y Los Ángeles, y fue coproducido por Empire of the Sun y Peter Mayes junto al colaborador habitual Jonathan Sloan. En noviembre de 2015, el vocalista del dúo, Luke Steele afirmó que el álbum se encontraba "listo en un 75 por ciento".
El 22 de agosto de 2016, se anunció que el álbum se titulaba Two Vines y sería lanzado el 28 de octubre del mismo año. Contaba con las contribuciones de la cantante y guitarrista Fleetwood Mac Lindsey Buckingham, Wendy Melvoin (de The Revolution banda de Prince), y de los colaboradores de David Bowie Henry Hey y Tim Lefebvre. Nick Littlemore explicó la inspiración detrás del título del álbum como "esta imagen de una ciudad moderna superada por la selva".
El primer sencillo del álbum, titulado "High and Low", fue lanzado el 24 de agosto de 2016. Siendo seguido por el primer sencillo promocional "Two Vines", que fue lanzado el día siguiente . "To Her Door" fue lanzado el 30 de septiembre de 2016 como el segundo sencillo del álbum.

## Recepción de la crítica
Two Vines críticas generalmente positivas. En Metacritic,que asigna una calificación normalizada de 100 a las revisiones de las publicaciones principales, el álbum recibió una puntuación media de 66, basado en 14 revisiones.

## Listado de canciones
Todas las canciones fueron producidas por Empire of the Sun, Peter Mayes y Donnie Sloan.
| Two Vines |                   |                                                      |          |  |
| N.º       | Título            | Escritor(es)                                         | Duración |  |
| 1.        | «Before»          | Luke Steele, Nicholas Littlemore, Mayes, Henry Hey   | 4:04     |  |
| 2.        | «High and Low»    | Steele, Littlemore, Mayes, Jonathan Sloan            | 3:44     |  |
| 3.        | «Two Vines»       | Steele, Littlemore, Sloan                            | 3:49     |  |
| 4.        | «Friends»         | Steele, Littlemore, Mayes, Sloan                     | 3:20     |  |
| 5.        | «There's No Need» | Steele, Littlemore, Mayes, Sloan                     | 3:28     |  |
| 6.        | «Way to Go»       | Steele, Littlemore, Tim Lefebvre, Hey                | 3:12     |  |
| 7.        | «Ride»            | Steele, Littlemore, Mayes, Hey, Wendy Melvoin        | 4:07     |  |
| 8.        | «Digital Life»    | Steele, Littlemore, John Theodore Geiger II, Mayes   | 4:02     |  |
| 9.        | «First Crush»     | Steele, Littlemore, Mayes, Hey, Sloan                | 4:10     |  |
| 10.       | «ZZZ»             | Steele, Littlemore, Sloan                            | 3:10     |  |
| 11.       | «To Her Door»     | Steele, Littlemore, Mayes, Sloan, Lindsey Buckingham | 3:55     |  |
| 41:01     |                   |                                                      |          |  |

| Deluxe edition bonus tracks |                      |                                                   |          |  |
| N.º                         | Título               | Escritor(es)                                      | Duración |  |
| 12.                         | «Keystone»           | Steele, Littlemore, Mayes, Sloan, Joe Hundertmark | 2:31     |  |
| 13.                         | «Lend Me Some Light» | Steele, Littlemor, Mayes, Hey                     | 3:29     |  |
| 14.                         | «Welcome to My Life» | Steele, Littlemore, Mayes                         | 4:02     |  |
| 51:03                       |                      |                                                   |          |  |

| Versión estadounidense deluxe edition bonus track |                      |                           |          |  |
| N.º                                               | Título               | Escritor(es)              | Duración |  |
| 15.                                               | «Walking on a Dream» | Steele, Littlemore, Sloan | 3:12     |  |
| 54:15                                             |                      |                           |          |  |

## Posicionamiento en listas
| Listas (2016)                            | Posición |
| ---------------------------------------- | -------- |
| Australia (ARIA)                         | 7        |
| Bélgica (Ultratop Flandes)               | 66       |
| Bélgica (Ultratop Valonia)               | 70       |
| Francia (SNEP)                           | 168      |
| Irlanda (IRMA)                           | 78       |
| New Zealand Heatseekers Albums (RMNZ)    | 2        |
| Escocia (Scottish Albums Chart)          | 41       |
| Suiza (Schweizer Hitparade)              | 42       |
| Reino Unido (UK Albums Chart)            | 42       |
| Estados Unidos (Billboard 200)           | 51       |
| Estados Unidos (Dance/Electronic Albums) | 1        |
| Estados Unidos (Top Alternative Albums)  | 8        |
| Estados Unidos (Top Rock Albums)         | 11       |

| Chart (2016)                           | Position |
| -------------------------------------- | -------- |
| US Dance/Electronic Albums (Billboard) | 25       |